# 엄마를 찾아서
《엄마를 찾아서》는 MBC에서 1976년 4월 12일부터 같은 해 5월 28일까지 방영되었던 어린이 연속극 중 첫 작품으로 꼽힌다.

## 등장 인물

### 주요 인물
- 천동석, 오미연, 정욱, 홍종현

### 특별출연
- 배삼룡[3]